# Hon'inbō Jōwa
Hon'inbō Jōwa est un nom japonais traditionnel ; le nom de famille (ou le nom d'école), Hon'inbō, précède donc le prénom (ou le nom d'artiste).
Hon'inbō Jōwa (本因坊 丈和, originellement Todani Matsunosuke), né à Nagano en 1787 - 1847) était un joueur de go 8e dan. Son style était réputé nettement plus combattif que celui de ses contemporains. Il fut le douzième Hon'inbō à partir de 1827, et Meijin Godokoro de 1831 à 1839, avant de devoir prendre sa retraite.
Ses relations dans le gouvernement et son goût des intrigues lui permettent de décrocher le titre de Meijin sans jouer une seule partie. Ses rivaux Inoue Genan Inseki, Yasui Senchi et Hayashi Genbi le poussent à la démission.
Désirant venger son maître Inoue Genan Inseki, son successeur Akaboshi Intetsu défia Hon'inbo Jōwa ; l'intention de Inoue Genan Inseki était de montrer que, si Hon'inbo Jōwa perdait contre un 7e dan, il n'était pas digne du titre de Meijin. Au cours de cette partie, Jōwa joua trois « coups fantômes », ainsi nommés car ils lui auraient été dictés par un fantôme, qui renversèrent la tendance et lui donnèrent la victoire. Lorsque le jeune adversaire de 26 ans se vit perdu, il cracha du sang et décéda quelques semaines plus tard. La partie est restée célèbre sous le nom de Blood-vomiting game (en) (la partie du sang craché). Ce qui devait être une humiliation pour Jōwa se termina triomphalement en sommet de sa carrière.